# Holcobius
Holcobius is een monotypisch geslacht van kevers uit de familie van de klopkevers (Anobiidae).

## Soort
- Holcobius major Sharp, 1881